# Lista de centros de eventos do Brasil
Essa página apresenta uma lista de centros de eventos e convenções do Brasil. 
Os centros de convenções relacionados  na lista são encontrados na página eletrônica da Associação Brasileira de Centros de Convenções e Feiras (ABRACCEF) e estão listados por estados do Brasil.

## Acre

### Cruzeiro do Sul
- Centro Cultural Amarino Sales

### Rio Branco
- Centro de Convenções da UFAC

## Alagoas

### Arapiraca
- Iza Eventos

### Maceió
- Centro Cultural e de Exposições Ruth Cardoso

## Amapá

### Macapá
- Centro de Difusão Cultural João Batista de Azevedo Picanço

## Amazonas

### Itacoiatiara
- Centro de Convenções Juracema Holanda

### Manaus
- Centro de Convenções de Manaus
- Centro de Convenções Professor Gilberto Mestrinho, o Sambódromo

### Parintins
- Centro Cultural e Esportivo Amazonino Mendes (Bumbódromo)
- Parintins Convetion Center

## Bahia

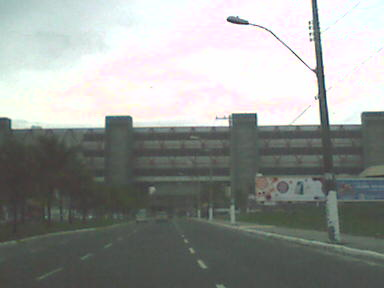
Fachada do Centro de Convenções da Bahia, em Salvador

### Feira de Santana
- Centro de convenções Ibav
- Spazio Eventos e Convenções

### Mata de São João
- Parque Vila da Mata

### Salvador
- Parque de Exposições Agropecuárias de Salvador
- Centro de Convenções da Bahia

## Ceará

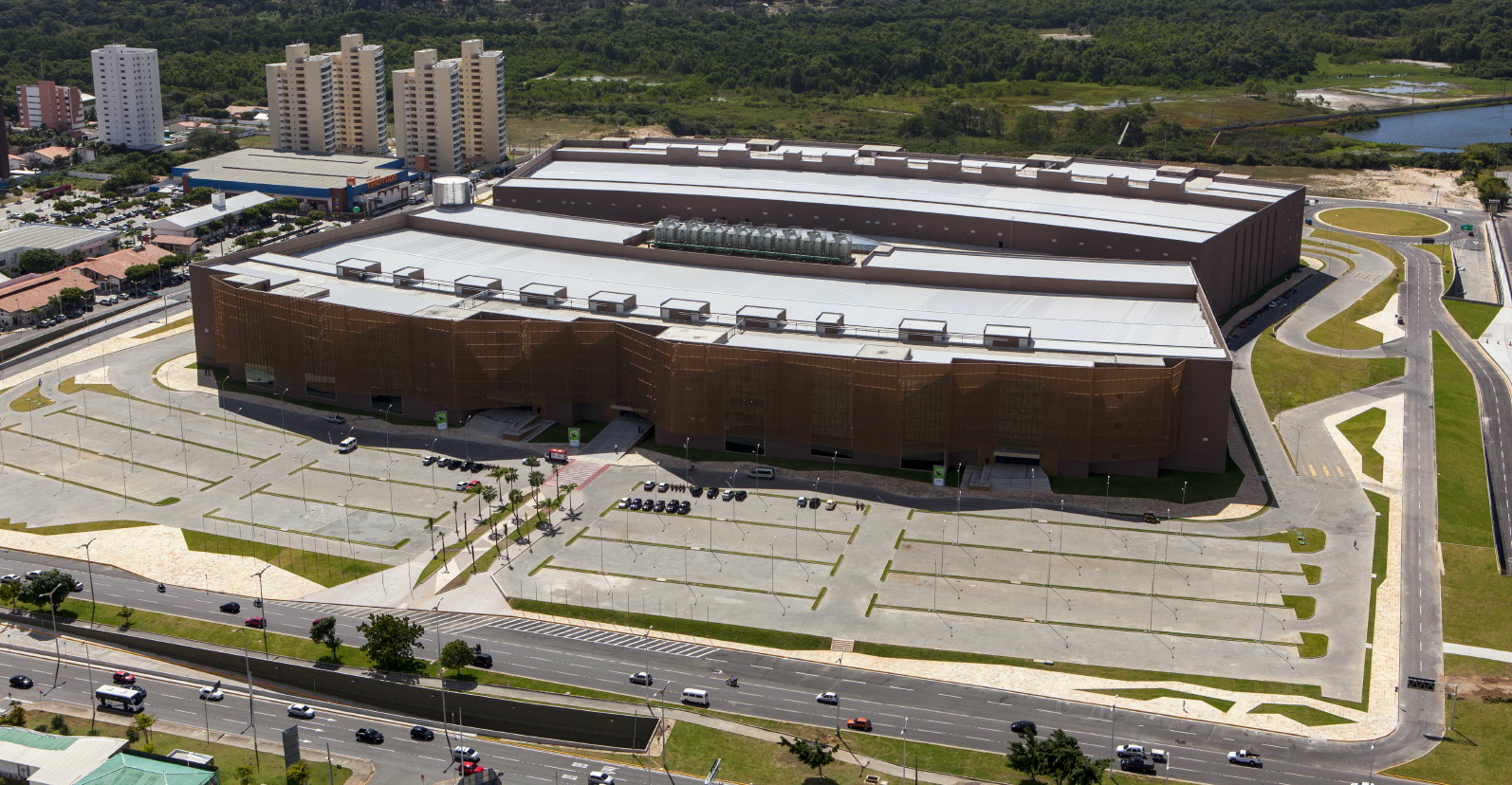
Centro de Eventos do Ceará

### Crato
- Centro de Convenções do Cariri

### Fortaleza
- Centro de Eventos do Ceará

### Iguatu
- Centro de Convenções de Iguatu

### Sobral
- Centro de Convenções de Sobral

## Distrito Federal

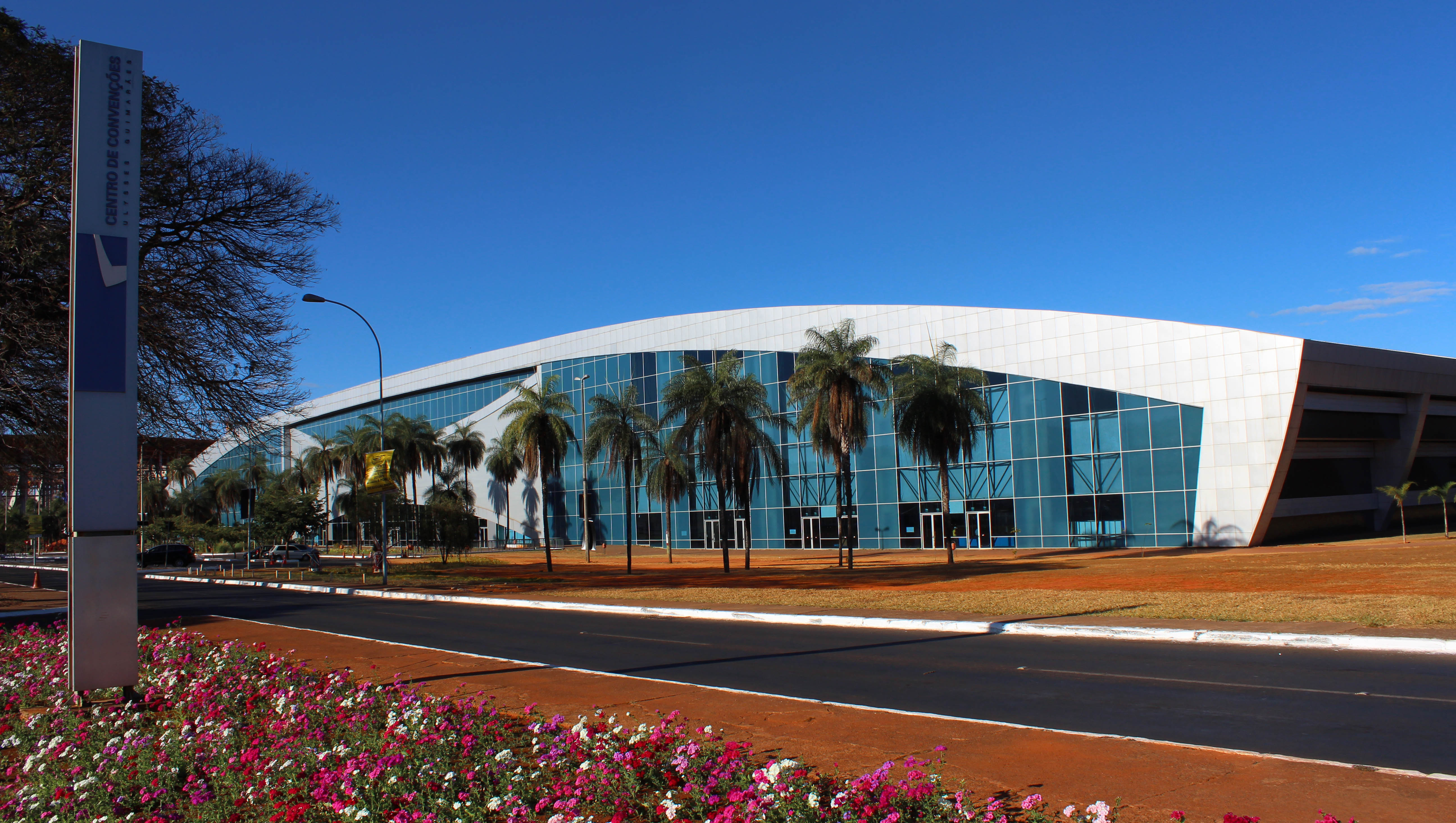
Centro de Convenções Ulisses Guimarães, em Brasília

### Brasília
- Centro de Convenções Ulysses Guimarães

## Espírito Santo

### Cachoeiro de Itapemirim
- Centro de Convencões Belas Artes
- Casa de Festas e Eventos

### Colatina
- Auditório CDL Colatina

### Vitória
- Centro de Convenções de Vitória

## Goiás

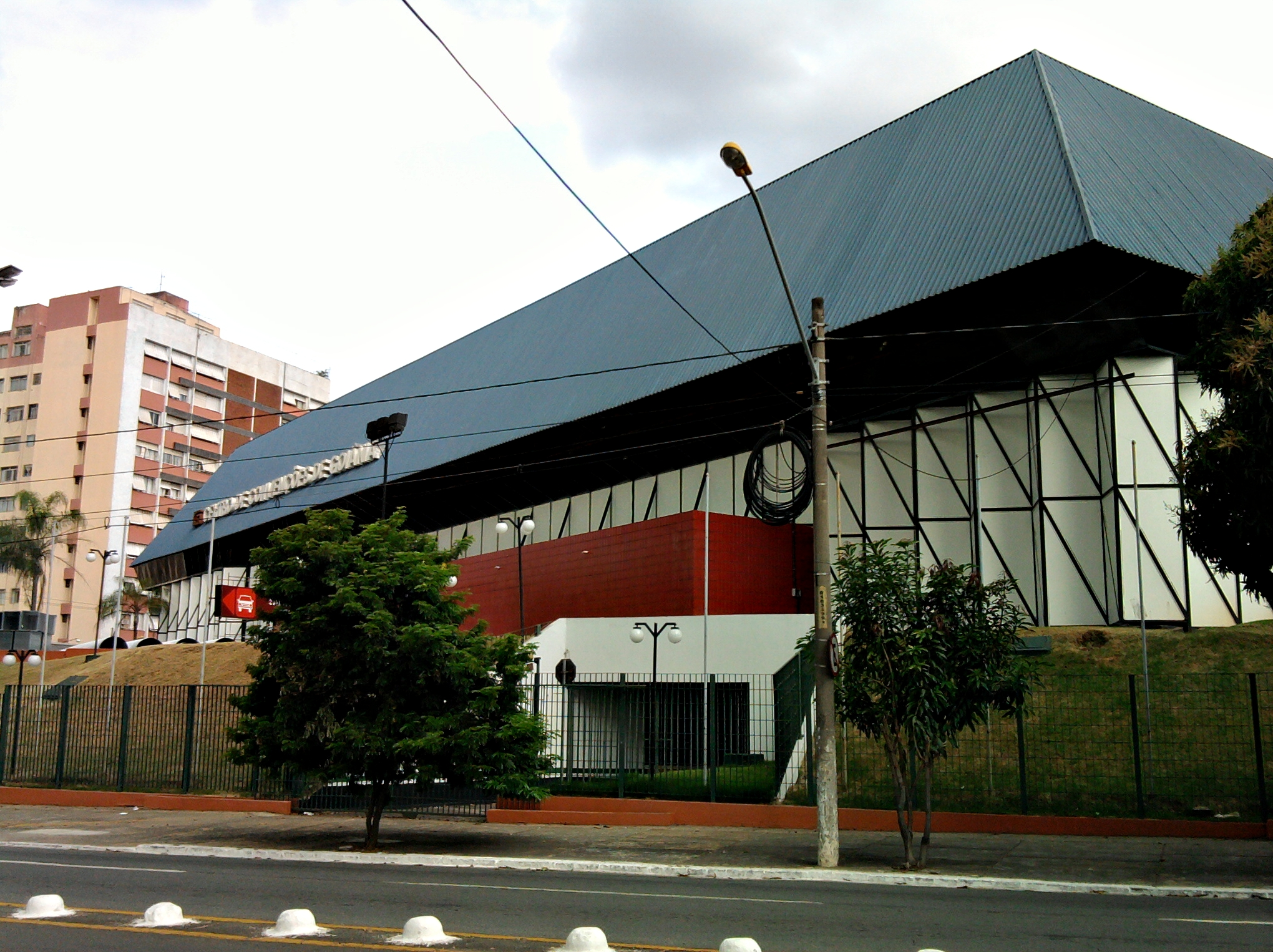
Vista do Centro de Convenções de Goiânia

### Anápolis
- Centro de Convenções de Anápolis

### Goiânia
- Centro de Cultura e Convenções Gercina Borges

### Jataí
- Centro De Cultura E Eventos

## Maranhão

### São Luís
- SEBRAE Multicenter

## Mato Grosso

### Alta Floresta
- Cacá Eventos
- Parque de Exposições de Alta Floresta

### Barra do Garças
- Parque de Exposições Barra do Garças

### Cáceres
- Parque de Exposições de Cáceres

### Cuiabá
- Cenarium Rural
- Centro de Eventos do Pantanal
- Memorial Papa João Paulo II
- Parque de Exposições Jonas Pinheiro
- Parque Novo Mato Grosso

### Primavera do Leste
- Centro de Eventos Primacredi (CTP)
- Parque de Exposições de Primavera do Leste (Farm Show)

### Rondonópolis
- Making of Eventos
- Millenium Centro de Eventos
- Parque de Exposições Wilmar Peres de Farias
- URAMB Centro de Eventos

### Sinop
- Ghizoni Centro de Eventos
- Mahara Centro de Eventos
- Parque de Exposições de Sinop

### Sorriso
- Parque de Exposições CTG Recordando os Pagos

### Tangará da Serra
- Centro de Eventos de Tangará da Serra
- Parque de Exposições de Tangará da Serra

## Mato Grosso do Sul

### Amambai
- Centro de Convenções Municipal

### Anastácio
- Centro de Convenções Prefeito Cláudio Valério da Silva

### Aquidauna
- Parque de Exposições Agropecuária de Aquidauana

### Bataguassu
- Centro de Eventos Bel da Reta A-1

### Bela Vista
- Parque de Exposição Rio Apa

### Bonito
- Centro de Convenções de Bonito

### Campo Grande
- Bristol Exceler Plaza Hotel Centro de Eventos
- Centro de Convenções Rubens Gil de Camillo
- Parque de Exposições Laucídio Coelho

### Corumbá
- Centro de Convenções do Pantanal Miguel Gómez

### Dourados
- Centro de Convenções Antônio Tonanni
- Gales Park Hotel Reuniões e Eventos
- Parque de Exposições João Humberto de Carvalho
- UFGD Centro de Convenções

### Ivinhema
- Centro de Convenções de Ivinhema

### Jardim
- Centro de Convenções Oswaldo Fernandes Monteiro

### Naviraí
- Gold Hotel Centro de Eventos
- Simted Centro de Eventos

### Nova Andradina
- Centro de Convenções Silvio Ubaldino de Sousa
- Parque de Exposições Henrique Martins

### Paranaíba
- Parque de Exposições Daniel Martins Ferreira

### Ponta Porã
- Centro Internacional de Convenções de Ponta Porã
- Parque de Exposições de Ponta Porã

### Três Lagoas
- Buritis Eventos
- Eventos Três Lagoas
- Impérium Eventos
- Papillon Eventos
- Parque de Exposições Joaquim Marques de Souza

## Minas Gerais

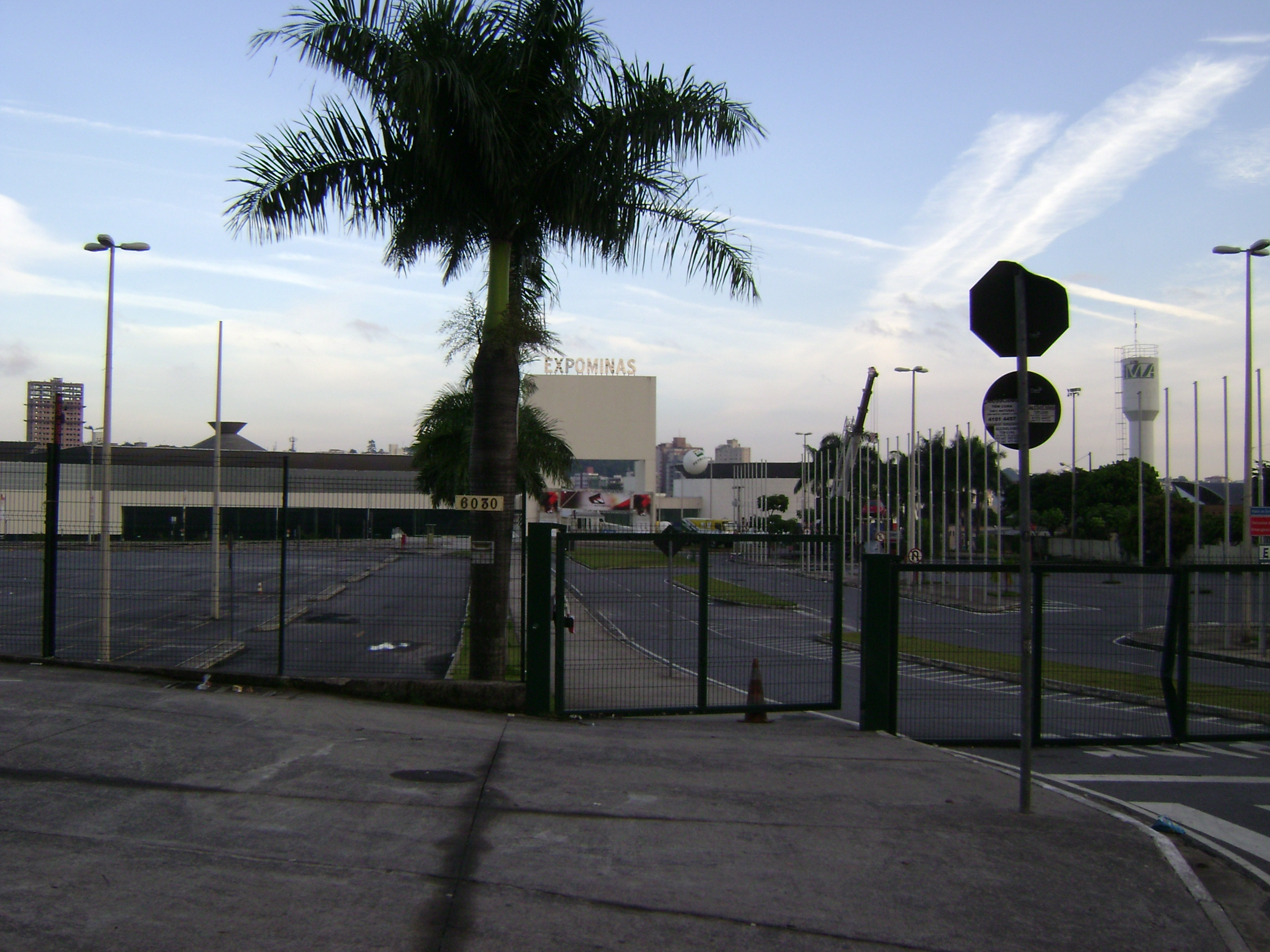
Entrada do Expominas de Belo Horizonte

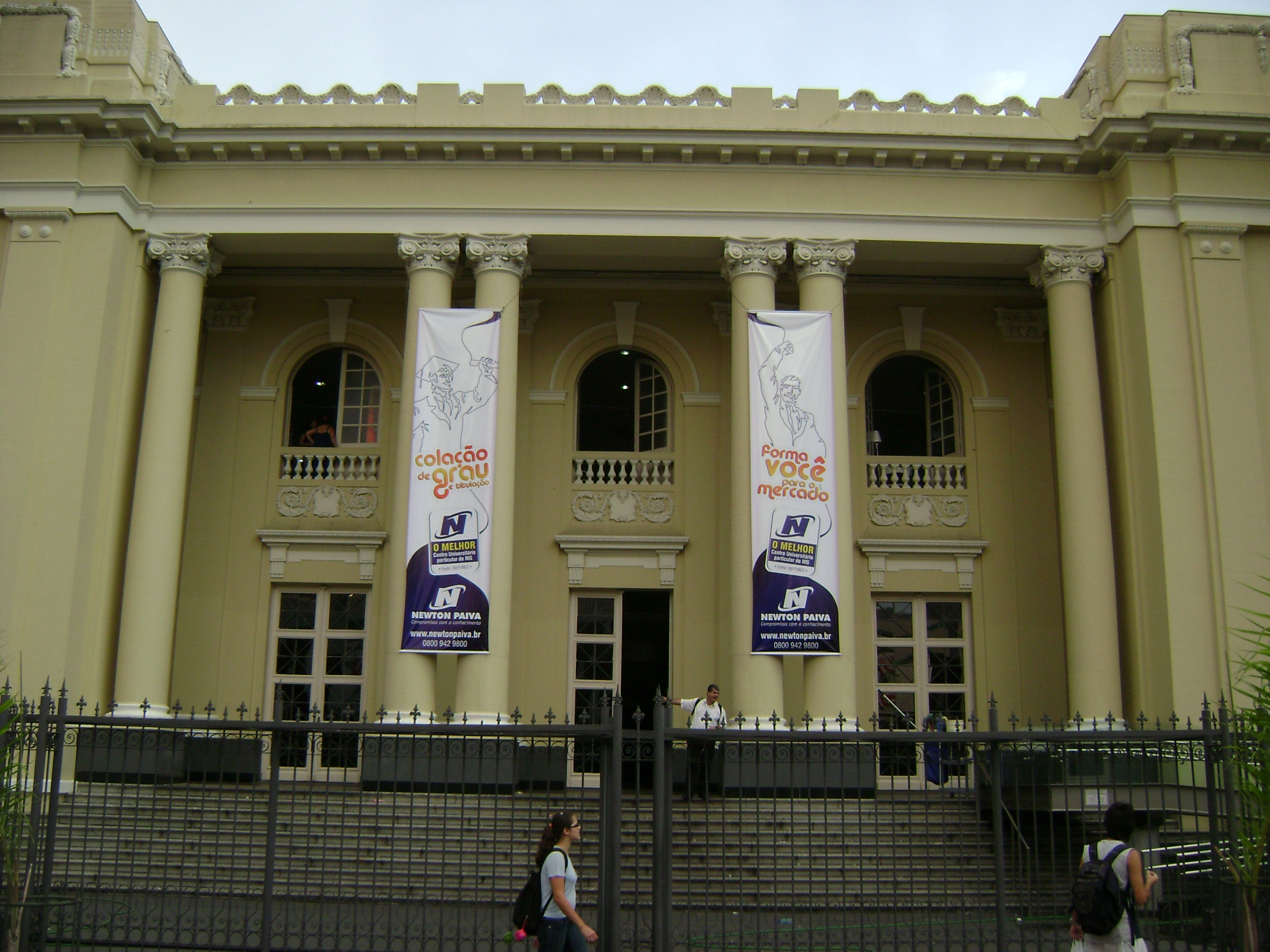
Entrada do Minascentro

### Araxá
- Expominas Araxá

### Belo Horizonte
- Centro de Feiras e Exposições George Norman Kutova
- Centro Mineiro de Convenções e Feiras Israel Pinheiro da Silva

### Juiz de Fora
- Centro Regional de Convenções e Exposições da Zona da Mata

## Pará

### Altamira
- Centro de Convenções de Altamira
- Centro de Convenções e Curso
- Centro de Eventos do Hotel Dallas III
- Centro de Eventos de Altamira

### Belém
- Centro de Convenções Ismael Nery
- Expoeventos Belém Pará
- Hangar Centro de Convenções e Feiras da Amazônia
- Parque de Exposições do Entroncamento Belém

### Marabá
- Carajás Centro de Convenções Leonildo Borges Rocha
- Parque de Exposições de Marabá

### Parauapebas
- Centro Cultural de Parauapebas
- Centro de Convenções Assembléia de Deus Missão

### Santarém
- Centro de Convenções de Santarém
- Centro de Exposições de Santarém

## Paraíba

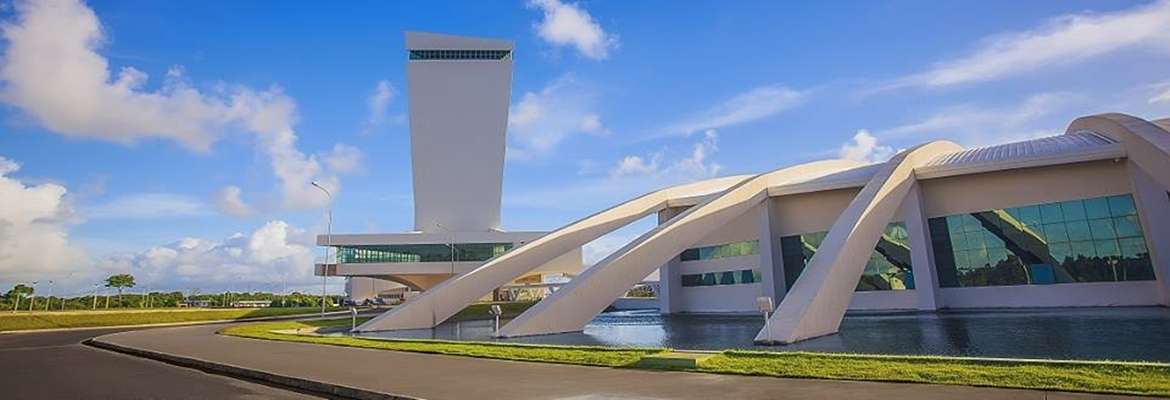
Centro de Convenções Poeta Ronaldo Cunha Lima, em João Pessoa, na Paraíba.

### Campina Grande
- Centro de Convenções Raimundo Asfora
- Centro de Eventos do Garden Hotel
- Parque de Exposições Carlos Pessoa Filho

### João Pessoa
- Centro de Convenções Poeta Ronaldo Cunha Lima
- Centro de Serviços e Eventos Rurais Henrique Vieira de Melo

### Patos
- Centro de Convenções do Unipam

## Paraná

### Cascavel
- Centro de Convenções e Eventos de Cascavel Pedro Luiz Boaretto

### Curitiba
- Centro de Convenções de Curitiba

### Foz do Iguaçu
- Centro de Convenções de Foz do Iguaçu

### Londrina
- Aurora Shopping Centro de Eventos & Convenções
- Sumatra Hotel e Centro de Convenções

### Maringá
- Centro de Convenções Só o Senhor é Deus
- Ody Park Hotel Centro de Eventos
- Out Maringá Centro de Eventos
- Paraná Fashion Hall

### Toledo
- Centro de Convenções e Eventos Ismael Sperafico

## Pernambuco

### Caruaru
- Centro de Convenções do SENAC

### Garanhuns
- Centro de Convenções Monte Sinai
- Centro de Turismo e Lazer do Sesc

### Olinda
- Centro de Convenções de Pernambuco

### Petrolina
- Centro de Convenções Senador Nilo Coelho
- Parque Geraldo Estrela

## Piauí
- Centro de Convenções Atlântic City

## Rio de Janeiro

### Campos dos Goytacazes
- Centro de Convenções da UENF

### Rio de Janeiro
- Riocentro Exhibition & Convention Center
- Centro de Convenções Sul América (Rio de Janeiro)

## Rio Grande do Norte

### Caicó
- Centro Cultural de Caicó
- Iate Clube

### Mossoró
- ExpoCenter UFERSA

### Natal
- Centro de Convenções de Natal

## Rio Grande do Sul

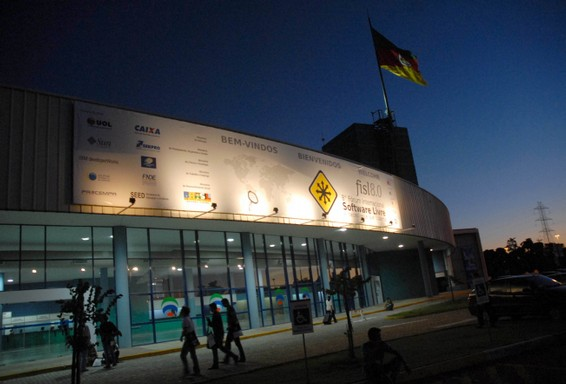
Entrada do Centro de Convenções da FIERGS, em Porto Alegre

### Bento Gonçalves
- Fundação Parque de Eventos (Fundaparque)

### Caxias do Sul
- Samuara Hotel Centro de Eventos

### Esteio
- Parque de Exposições Assis Brasil (Expointer)

### Lajeado
- Aspen Executive Hotel Centro de Eventos

### Novo Hamburgo
- Centro de Eventos Sindilojas NH
- Fenac - Centro de Eventos e Negócios

### Passo Fundo
- Gran Palazzo Centro de Eventos

### Pelotas
- Auditorium Centro de Eventos e Convenções
- Mtower Eventos

### Porto Alegre
- Centro de Eventos AMRIGS
- Centro de Eventos FIERGS
- Hotel Continental Porto Alegre e Centro de Eventos
- Centro de Eventos Plaza São Rafael

### Santa Cruz do Sul
- Charrua Hotel Eventos

### Santa Maria
- Centro de Convenções UFSM

## Rondônia

### Ariquemes
- Expovale Ariquemes

### Guajará-Mirim
- Laje Espaço de Eventos
- Mansão da Família Galvan Ferreti Pita

### Ji-Paraná
- Centro de Convenções de Ji-Paraná
- Parque de Exposições Hermínio Victorelli
- Rondônia Rural Show

### Porto Velho
- Centro de Convenções da Igreja Assembléia de Deus
- Centro de Convenções de Porto Velho

## Roraima

### Boa Vista
- D'Rosi Eventos
- Casarão Espaço e Eventos

### Caracaraí
- UERR Campus Caracaraí Eventos

## Santa Catarina

### Balneário Camboriú
- Centro de Eventos de Balneário Camboriú

### Blumenau
- Parque Vila Germânica

### Chapecó
- Centro de Cultura e Eventos Plínio Arlindo de Nes

### Criciúma
- Centro de Eventos Darolt

### Florianópolis
- CentroSul
- Centro de Eventos Luiz Henrique da Silveira

### Itajaí
- Centreventos Itajaí

### Joinville
- Centro de Convenções e Exposições Expoville

### Lages
- Centroserra

### São José
- Arena Petry

### Tubarão
- Centro de Convenções do Praça Shopping

## São Paulo

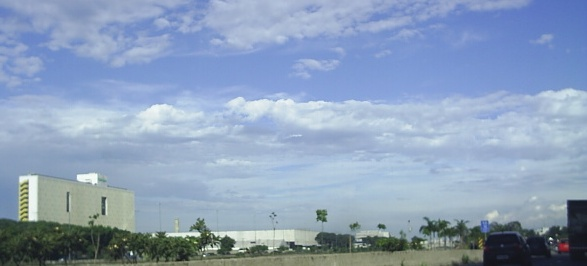
Vista do complexo do Anhembi, em São Paulo

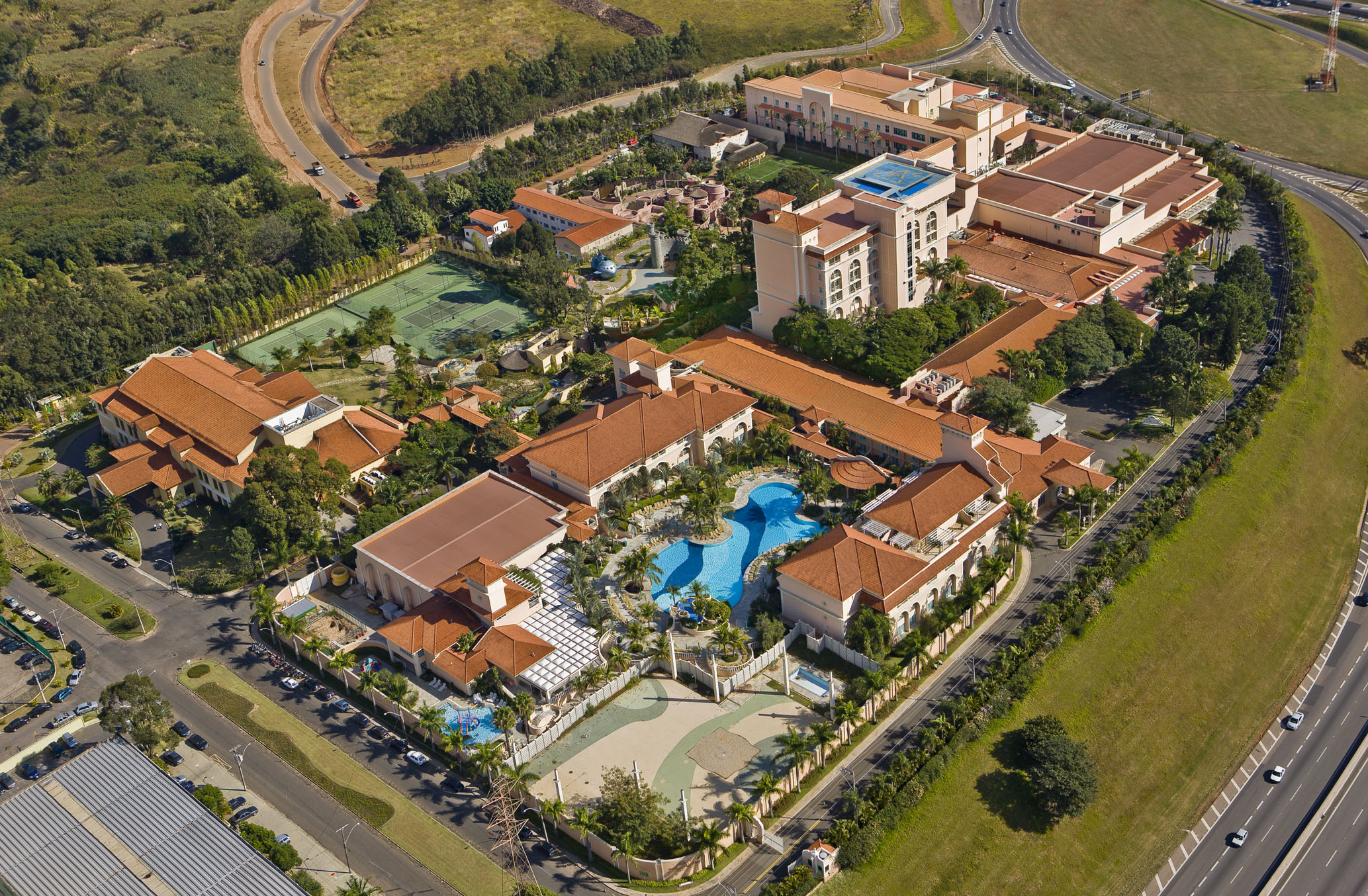
Royal Palm possui um centro de convenções com o maior ballroom (salão nobre de eventos) do Brasil.

### Araraquara
- Cear - Centro de Eventos Araraquara

### Campinas
- Royal Palm Hall

### Presidente Prudente
- Instituto Brasileiro do Café Centro de Eventos
- Centro Cultural Matarazzo

### Ribeirão Preto
- Centro de Convenções Ribeirão Preto

### Santos
- Mendes Convention Center

### São Carlos
- Pavilhão ExpoShow
- São Miguel Park Convention Center

### São José do Rio Preto
- Centro de Convenções da ACIRP
- Centro de Convenções FAMERP

### São Paulo
- Anhembi Parque
- Expo Center Norte
- Centro de Convenções Rebouças
- São Paulo Expo Exhibition & Convention Center

## Sergipe

### Aracaju
- Centro de Convenções de Sergipe

## Tocantins

### Araguaína
- Parque de Exposições Dair José Lourenço

### Gurupi
- Parque Agropecuário João Lisboa da Cruz

### Palmas
- Agrotins
- Centro de Convenções Arnaud Rodrigues
- Parque e Haras Quem Tem Tem

### Porto Nacional
- Centro de Convenções de Porto Nacional